# Azilia eryngioides
Azilia eryngioides là một loài thực vật có hoa trong họ Hoa tán. Loài này được (Pau) Hedge & Lamond mô tả khoa học đầu tiên năm 1987.